# Restrepia roseola
Restrepia roseola är en orkidéart som beskrevs av Carlyle August Luer och Rodrigo Escobar. Restrepia roseola ingår i släktet Restrepia och familjen orkidéer.
Artens utbredningsområde är Venezuela. Inga underarter finns listade i Catalogue of Life.